# Jean Lindenmann
Jean Lindenmann (Zagreb, 18 de septiembre de 1924 - Zúrich, 15 de enero de 2015) fue un virólogo e immunólogo suizo. Lindenmann y el virólogo británico Alick Isaacs descubrieron e identificaron el interferón en 1957, en su investigación realizada en el  National Institute for Medical Research. Los interferones, un grupo de proteínas involucradas en la regulación inmunológica y la defensa contra los virus, sirven para el tratamiento de padecimientos como la hepatitis C, la esclerosis múltiple y algunos tipos de cáncer.

## Algunos trabajos
- Isaacs A, Lindenmann J. (1957) Virus interference. I. The interferon. Proceedings of the Royal Society Series B: Biological Sciences 147: 258–67
- Isaacs A, Lindenmann J, Valentine RC. (1957) Virus interference. II. Some properties of interferon. Proceedings of the Royal Society Series B: Biological Sciences 147: 268–73
- S taeheli P, Haller O, Boll W, Lindenmann J, Weissmann C. (1986) Mx protein: constitutive expression in 3T3 cells transformed with cloned Mx cDNA confers selective resistance to influenza virus. Cell 44: 147–58